# درباره اشمیت
دربارهٔ اشمیت (به انگلیسی: About Schmidt) فیلمی آمریکایی در ژانر کمدی-درام به کارگردانی الکساندر پین در سال ۲۰۰۲ است که برپایهٔ برداشت آزاد از رمانی از لوئیس بیگلی (۱۹۹۶) ساخته شده و جک نیکلسون بازیگر نقش اصلی آن است.

این فیلم توانست جوایز بهترین فیلمنامه و بهترین بازیگر نقش اول مرد (جک نیکلسون) را در شصتمین جشنواره گلدن گلاب کسب کند.

## خلاصه
«وارن اِشمیت» در سن 66 سالگی، پس از سالها کار در یک شرکت بیمه، بازنشسته می‌شود. از طرفی دیگر به زودی قرار است مراسم عروسی دخترش برگزار شود ولی «وارِن» مخالف شکل‌گیری این وصلت بوده و از داماد خوشش نمی‌آید.